# Kerstin Stegemann
Kerstin Stegemann (* 29. September 1977 in Rheine-Mesum) ist eine ehemalige deutsche Fußballspielerin. Die Abwehr-/Mittelfeldspielerin spielte zuletzt für den Zweitligisten FSV Gütersloh 2009 und hat ihre Karriere mit einem offiziellen Abschiedsspiel am 5. Juni 2010 in ihrem Wohnort Rheine-Hauenhorst beendet. Zwischen 1995 und 2009 spielte sie 191 Mal für die deutsche Nationalmannschaft und ist damit nach Birgit Prinz die Spielerin mit den zweitmeisten Einsätzen.

## Werdegang

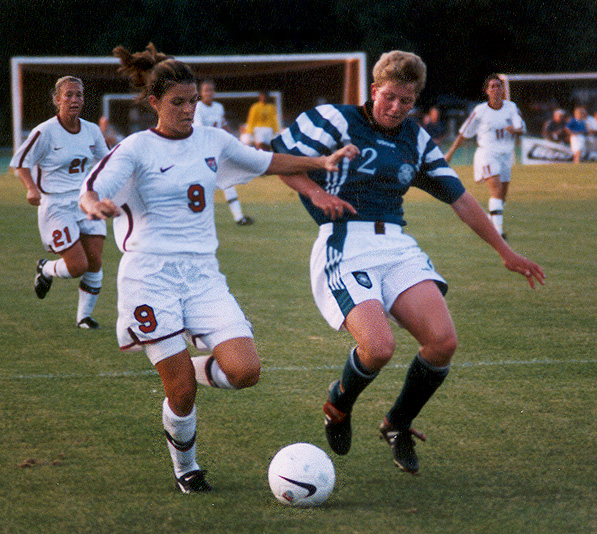
Kerstin Stegemann im Laufduell mit Mia Hamm am 25. Juni 1998 in St. Louis (USA)

Stegemann begann ihre Karriere bei Germania Hauenhorst. 1993 wechselte sie zum VfB Rheine und feierte bereits mit 15 Jahren ihr Debüt in der Bundesligamannschaft. Bereits in jungen Jahren wurde sie zur Führungsspielerin und debütierte am 13. April 1995 im Spiel gegen Polen in der deutschen Nationalmannschaft, mit der sie 1996 an den Olympischen Spielen in Atlanta teilnahm. Mit Rheine erreichte sie 1997 das Finale im DFB-Pokal, das mit 1:3 gegen Grün-Weiß Brauweiler verloren wurde. Im Sommer 1997 wurde sie mit der Nationalmannschaft Europameisterin.
Ein Jahr später wechselte sie zum Spitzenclub FCR Duisburg 55. Mit Duisburg wurde sie 2000 deutsche Meisterin und Hallenpokalsiegerin, mit der Nationalmannschaft gewann sie in Sydney die olympische Bronzemedaille. Darüber hinaus machte sie 2002 noch ihren Fußballlehrerschein. Nach der Saison wechselte sie zum FFC Flaesheim-Hillen, kehrte nach dem finanziellen Aus des Vereins 2001 nach Rheine zurück. Trotz vieler Abwerbeversuche verschiedener deutscher Spitzenvereine blieb sie dem FFC Heike Rheine bis 2007 treu.
Das Jahr 2003 war ihr erfolgreichstes Jahr: Am 28. August 2003 mit dem Spiel gegen die Tschechische Republik erreichte sie den „Klub der Hunderter“, sie wurde mit der Nationalmannschaft Weltmeisterin und gewann mit Rheine den Hallenpokal. Am 23. November 2006 absolvierte sie gegen Japan ihr 150. Länderspiel. Am 10. März 2008 machte sie beim Algarve-Cup gegen Schweden ihr 175. Länderspiel und ist nach Birgit Prinz die Spielerin mit den meisten Einsätzen in der Nationalmannschaft.
Nach dem Abstieg mit Rheine 2007 wechselte sie trotz mehrerer Angebote von Spitzenvereinen zum Aufsteiger SG Wattenscheid 09. Nachdem die Trainerin Tanja Schulte entlassen und ihr Nachfolger André Birker nach wenigen Wochen zurückgetreten war, wurde Stegemann für den Rest der Saison Spielertrainerin, konnte aber den Abstieg nicht verhindern. Zur Saison 2008/09 wechselte sie zum Aufsteiger Herforder SV. Zur Saison 2009/10 wechselte Stegemann zum FSV Gütersloh 2009. Nach der EM 2009 in Finnland beendete sie nach 191 Länderspielen ihre Karriere in der Nationalmannschaft.
Im Juni 2012 bestritt Stegemann im Finale des Westfalenpokals ein überraschendes Comeback im Trikot von Germania Hauenhorst.

## Erfolge
- Weltmeisterin 2003, 2007
- Europameisterin 1997, 2001, 2005, 2009
- Olympische Bronzemedaille 2000, 2004, 2008
- Deutsche Meisterin 2000
- Hallenpokalsiegerin 2000, 2003
- Vize-Militärweltmeisterin 2007, 2011
- Militärweltmeisterin 2008

## Auszeichnungen
- 2007: Wahl in das All-Star-Team der WM

## Persönliches
Kerstin Stegemann ist gelernte technische Zeichnerin. Seit 1998 ist sie Soldatin in der Sportförderung der Bundeswehr und seit 2006 Berufssoldatin. Sie ist derzeit als Leiterin der Sportfördergruppe an der Sportschule der Bundeswehr in Warendorf stationiert und bekleidet den Dienstgrad Oberstabsfeldwebel. Zusammen mit Stabsfeldwebel Frank Woycke trainiert und betreut sie die Bundeswehr-Frauenfußballnationalmannschaft und wurde 2008 bei der CISM-Fußballweltmeisterschaft in den Niederlanden mit ihrer Mannschaft Weltmeisterin. Sie engagiert sich für den Nichtraucherschutz. Am 19. Juli 2022 heiratete sie in Spokane den Sportmediziner Dr. Christoph Holtherm.